# Нортпорт (Алабама)
Нортпорт (енгл. Northport) град је у америчкој савезној држави Алабама. По попису становништва из 2010. у њему је живело 23.330 становника.

## Демографија
Према попису становништва из 2010. у граду је живело 23.330 становника, што је 3.895 (20,0%) становника више него 2000. године.
| Група             | 2000.          | 2010.          |
| Белци             | 13.696 (70,5%) | 15.586 (66,8%) |
| Афроамериканци    | 5.058 (26,0%)  | 6.278 (26,9%)  |
| Азијати           | 155 (0,8%)     | 247 (1,1%)     |
| Хиспаноамериканци | 374 (1,9%)     | 957 (4,1%)     |
| Укупно            | 19.435         | 23.330         |